# Pałac Sierakowskiego
Pałac Sierakowskiego, także koszary sierakowskie – pałac znajdujący się przy ul. Konwiktorskiej 3/5 w dzielnicy Śródmieście w Warszawie.

## Historia
Budynek pałacu wzniesiony został ok. roku 1780 dla kasztelana płockiego Maksymiliana Sierakowskiego, na działce wydzielonej w wyniku parcelacji gruntów konwiktu skasowanego zakonu jezuitów. Działka ta miała nietypowy kształt – płytki i długi, co wpłynęło na rozmieszczenie zabudowań – pałac znalazł się bliżej Wisły we wschodniej części, zabudowania gospodarcze wznoszono sukcesywnie na zachód od niego.
W roku 1818 pałac został zakupiony przez Komisję Rządową Wojny na mieszkania dla wojskowych – kadry zawodowej i rezerwistów, budynki gospodarcze przeznaczono zaś na potrzeby 4. pułku piechoty liniowej „Dzieci Warszawy” stacjonującego w Koszarach Sapieżyńskich – mieściły się tu pułkowe magazyny, piekarnie, warsztaty, stajnie i wozownie. W latach 1819–1820 budynki zostały zaadaptowane na koszary według projektu Jakuba Kubickiego lub Wilhelma Henryka Mintera. Podczas tej modernizacji pałac otrzymał nową, późnoklasycystyczną oprawę w miejsce istniejącego dotąd wystroju późnobarokowego. Przed rokiem 1830 stacjonował tu już prawdopodobnie cały II batalion 4. pułku piechoty liniowej „Dzieci Warszawy”.
Po powstaniu listopadowym koszary zajęło wojsko rosyjskie nieprzerwanie aż do roku 1915 z przerwą w latach 1852–1861, gdy mieścił się tu Szpital Św. Ducha usunięty z pałacyku Doroty Miączyńskiej przy ul. Przyrynek. Od roku 1861 i przeniesienia szpitala na ul. Elektoralną stacjonował tu Gwardyjski Sankt-Petersburski Pułk im. Króla Fryderyka Wilhelma III.
Po odzyskaniu niepodległości przez Polskę od roku 1919 w koszarach stacjonował najpierw 1 Dywizjon Samochodowy. W 1931 roku w koszarach została zorganizowana Doświadczalna Grupa Pancerno-Motorowa. W 1933 roku, w wyniku połączenia 1 Dywizjonu Samochodowego z I batalionem 3 Pułku Pancernego, został utworzony 3 Batalion Czołgów i Samochodów Pancernych. W 1935 roku jednostka została przeformowana w 3 Batalion Pancerny. Ograniczona pojemność koszar spowodowała, że dowództwo, garaże i warsztaty znalazły się w Forcie Wola, lecz w 1938 dowództwo przeniesiono na Marymont, a część oddziałów zajęła też Fort Traugutta. W 1938 roku w koszarach siedzibę znalazło też dowództwo I Warszawskiego Batalionu Obrony Narodowej.
Pałac ucierpiał w roku 1939 w czasie wojny obronnej – zniszczeniu uległ sam pałac i połowa oficyny frontowej, w 1944 w czasie powstania warszawskiego zniszczono resztę zabudowań. Odbudowa pałacu miała miejsce w latach 1951–1954 według projektu Barbary Andrzejewskiej, w oparciu o zachowany projekt Jakuba Kubickiego. Nie odbudowano jednak budynków gospodarczych – w ich miejscu wzniesiono Zespół Szkół nr 12 (ul. Konwiktorska 5/7).
W 1965 roku pałac został wpisany do rejestru zabytków.
W budynku mieści się Centrum Pomocy Społecznej Dzielnicy Śródmieście im. prof. Andrzeja Tymowskiego.